# Danh sách di sản thế giới tại Đan Mạch
Ủy ban Di sản thế giới là một cơ quan của Tổ chức Giáo dục, Khoa học và Văn hóa Liên Hợp Quốc (UNESCO), đây là tổ chức có tầm quan trọng đến việc bảo tồn các di sản văn hóa và thiên nhiên theo Công ước Di sản thế giới của UNESCO năm 1972. Vương quốc Đan Mạch phê chuẩn Công ước về Di sản thế giới vào ngày 25 tháng 7 năm 1979, khiến các di tích của quốc gia này đủ điều kiện để đưa vào danh sách.
Tính đến hết năm 2017, Vương quốc Đan Mạch có 10 di sản thế giới được công nhận. Trong đó có 7 di sản văn hóa và 3 di sản tự nhiên. Bia đá Jelling là di sản đầu tiên được công nhận vào năm 1994, trong khi Aasivissuit-Nipisat, Vùng đất săn bắn của người Inuit giữa băng và biển là di sản mới nhất được công nhận vào năm 2018. Trong số các di sản tại Vương quốc Đan Mạch, 7 địa điểm nằm tại Đan Mạch, 3 nằm tại Greenland, trong khi Quần đảo Faroe vẫn chưa có di sản nào.
Dưới đây là danh sách các di sản thế giới tại Đan Mạch bao gồm cả Greenland.

## Danh sách
| Tên                                                                     | Hình ảnh | Vị trí                                                                                         | Tiêu chuẩn                     | Diện tích ha (mẫu Anh)               | Năm công nhận | Mô tả |
| ----------------------------------------------------------------------- | --- | ---------------------------------------------------------------------------------------------- | ------------------------------ | ------------------------------------ | ------------- | --- |
| Christiansfeld, Khu định cư Giáo hội Moravian                           | | Christiansfeld, Kolding, Nam Đan Mạch, Đan Mạch · 55°21′20″B 09°28′53″Đ / 55,35556°B 9,48139°Đ | Văn hóa: (iii), (iv)           | —                                    | 2015          | Được thành lập vào năm 1773 tại Nam Jutland, địa điểm này là một ví dụ về một kế hoạch định cư của Nhà thờ Giáo hội Moravian, một Giáo đoàn tự do của Giáo hội Luther tập trung ở Herrnhut, Saxony. Thị trấn được lên kế hoạch để đại diện cho lý tưởng đô thị Tin Lành, được xây dựng xung quanh một quảng trường Nhà thờ Trung tâm. Kiến trúc đồng nhất và không được trang trí, với một tòa nhà hai tầng bằng gạch màu vàng và mái ngói đỏ. Tổ chức dân chủ của Nhà thờ Moravian, với triết lý được thể hiện trong quy hoạch một thị trấn mang tính nhân văn. Kế hoạch định cư mở ra trên đất nông nghiệp và bao gồm các tòa nhà quan trọng cho phúc lợi chung như nhà chung cư lớn cho các góa phụ và những người đàn ông chưa lập gia đình. Các tòa nhà vẫn đang được sử dụng và nhiều trong số chúng vẫn còn thuộc sở hữu của Cộng đồng Moravian địa phương.        |
| Vịnh băng Ilulissat                                                     | | Ilulissat, Greenland, Đan Mạch · 69°7′6″B 49°30′0″T / 69,11833°B 49,5°T                        | Thiên nhiên: (vii), (viii)     | 40.240 (99.400)                      | 2004          | Nằm trên bờ biển phía Tây của Greenland, cách vòng Bắc cực 250 km về phía Bắc, đảo và vịnh băng Ilulissat của Greenland (40.240 ha) là cửa của Sermeq Kujalleq, còn được biết đến là Sông băng Jakobshavn, một trong số những sông băng hướng từ lục địa ra biển của Greenland. Nó là một trong những sông băng nhanh nhất thế giới (19 mét/ ngày) và là sông băng hoạt động mạnh nhất trên thế giới. Mỗi năm trên 35 km3 băng đổ ra biển, tức là 10% khối lượng của toàn bộ băng đá ở Greenland, nhiều hơn bất kỳ sông băng nào khác ngoài Nam Cực. Nghiên cứu trong hơn 250 năm, nó đã giúp hiểu rõ hơn về biến đổi khí hậu và băng hà. Sự kết hợp của những tảng băng đá khổng lồ cùng những âm thanh ấn tượng của một dòng băng đá đổ ra biển tạo thành một vịnh hẹp được bao phủ bởi những tảng băng trôi, một hiện tượng thiên nhiên đầy kịch tính và tạo cảm hứng. |
| Bia đá Jelling, bia đá chữ rune và Nhà thờ                              | | Jelling, Vejle, Nam Đan Mạch, Đan Mạch · 55°45′23″B 9°25′12″Đ / 55,75639°B 9,42°Đ              | Văn hóa: (iii)                 | 4,96 (12,3)                          | 1994          | Các gò mộ và một bia đá chữ rune là ví dụ nổi bật về về văn hoá Bắc Âu của người ngoại giáo, trong khi đó các bia đá chữ rune còn lại và nhà thờ minh họa cho việc Cơ Đốc giáo hóa của người dân Đan Mạch vào giữa thế kỷ thứ 10. |
| Lâu đài Kronborg                                                        | | Helsingør, Vùng Thủ đô, Zealand, Đan Mạch · 56°2′20″B 12°37′15″Đ / 56,03889°B 12,62083°Đ       | Văn hóa: (iv)                  | —                                    | 2000          | Nằm trên một vị trí chiến lược quan trọng, vùng lãnh hải giữa Đan Mạch và Thụy Điển, lâu đài hoàng gia Kronborg ở Helsingør (Elsinore) có giá trị tượng trưng cho người Đan Mạch và đóng một vai trò quan trọng trong lịch sử Bắc Âu, trong các thế kỷ 16-18. Công việc bắt đầu xây dựng lâu đài thời Phục hưng tại Helsingør bắt đầu vào năm 1574, và các công trình phòng thủ của nó được củng cố theo các quy tắc về kiến trúc quân sự thời kỳ cuối thế kỷ 17. Nó vẫn còn nguyên vẹn đến ngày nay. Nó là một địa điểm nổi tiếng thế giới được ví như là Elsinore trong vở bi hài kịch Hamlet của Shakespeare. |
| Cảnh quan săn bắn Bắc Zealand                                           | | Vùng Thủ đô, Zealand, Đan Mạch · 55°54′49″B 12°21′28″Đ / 55,91361°B 12,35778°Đ                 | Văn hóa: (ii), (iv)            | —                                    | 2015          | Nằm cách Copenhagen khoảng 30 km về phía đông bắc, cảnh quan văn hoá này bao gồm hai khu rừng săn bắn của Store Dyrehave và Gribskov, cũng như hai nhà khu săn bắn của Jægersborg Hegn/Jægersborg Dyrehave. Đây là một cảnh quan được thiết kế khi các vị vua Đan Mạch và các quần thần của họ thực hiện cuộc săn bắn có vũ trang hoặc với chó săn, đạt đến đỉnh cao vào giữa thế kỷ 17 và cuối thế kỷ 18, khi nó được biến thành một phong cảnh quyền lực. Với những làn đường săn được đặt trong một hệ sao, kết hợp với lưới, mốc đá, hàng rào và nhà nghỉ săn bắn, cảnh quan chứng minh việc áp dụng các nguyên tắc về quy hoạch Baroque trong các khu rừng. |
| Nhà thờ chính tòa Roskilde                                              | | Roskilde, Zealand, Zealand, Đan Mạch · 55°38′32″B 12°4′47″Đ / 55,64222°B 12,07972°Đ            | Văn hóa: (ii), (iv)            | 0,40 (0,99); vùng đệm 1,50 (3,7)     | 1995          | Được xây dựng vào thế kỷ 12 và 13, đây là nhà thờ kiến trúc Gothic đầu tiên của Scandinavi được xây bằng gạch và ảnh hưởng của phong cách này lan rộng ra khắp Bắc Âu. Đó là lăng mộ của gia đình hoàng gia Đan Mạch kể từ thế kỷ 15. Hàng hiên và nhà nguyện bên đã được thêm vào cuối thế kỷ 19. Do đó nó cung cấp một cái nhìn rõ ràng về sự phát triển của kiến trúc tôn giáo châu Âu. |
| Vách đá Stevns                                                          | White cliffs topped with sparse grass partially encircle the blue ocean                                                                      | Store Heddinge, Zealand, Denmark · 55°16′2″B 12°25′24″Đ / 55,26722°B 12,42333°Đ                | Thiên nhiên: (viii)            | 50 (120); buffer zone 4.136 (10.220) | 2014          | Stevns là vách đá hóa thạch phong phú dài 15 km (9,3 mi). Nó bao gồm các bằng chứng về đám mây tro sau tác động của thiên thạch Chicxulub, được tin rằng là nguyên nhân gây ra sự tuyệt chủng hàng loạt 65 triệu năm trước. Nó cũng bao gồm các bằng chứng của sự phục hồi sau khi tuyệt chủng. |
| Biển Wadden                                                             | A map showing the coast of the Netherlands, Germany and Denmark. The land is green, the Wadden Sea is dark blue and the ocean is light blue. | Đan Mạch*, · Đức*, · Hà Lan* · 53°31′43″B 8°33′22″Đ / 53,52861°B 8,55611°Đ                     | Thiên nhiên: (viii), (ix), (x) | 968.393 (2.392.950)                  | 2009          | Di sản biển Wadden kéo dài từ Hà Lan tới Đan Mạch bao gồm khu vực biển Wadden tại Hà Lan; các vườn quốc gia biển Wadden của Đức nằm ở Hạ Saxon, Schleswig-Holstein và Hamburg; Vườn quốc gia biển Wadden tại Đan Mạch. Đường bờ biển nhìn chung là bằng phẳng và có những bãi bồi, đầm lầy và cồn cát. Khu vực này bao gồm 2/3 toàn bộ biển Wadden và là nơi sinh sống của nhiều loài thực vật và động vật. Đây là nơi sinh sản cho khoảng 12 triệu con thủy cầm hàng năm và là môi trường hỗ trợ hơn 10% trong số 29 loài. Khu vực biển Wadden của Đan Mạch được mở rộng thêm vào năm 2014. |
| Kujataa Greenland: Nông trại của người Na Uy và Inuit ở rìa chỏm băng   | Kujataa | Kujalleq, Greenland, Đan Mạch · 61°9′52″B 45°35′53″T / 61,16444°B 45,59806°T                   | Văn hóa: (v)                   | 34.892 (86.220)                      | 2017          | Kujataa là một vịnh băng, một khu vực nông nghiệp cận Bắc Cực ở Greenland Nó chứng kiến lịch sử văn hoá của những người săn bắt người Na Uy đến từ Iceland vào thế kỷ thứ 10 và những người Inuit cùng cộng đồng nông nghiệp Inuit phát triển từ cuối thế kỷ 18. Mặc dù có sự khác biệt giữa hai nền văn hoá, nhưng cả hai đều đã tạo ra một cảnh quan văn hoá dựa vào chăn nuôi, chăn thả gia súc và săn bắt động vật có vú biển. Cảnh quan đại diện cho sự giới thiệu sớm nhất về nuôi trồng ở khu vực vùng cực, và sự mở rộng của các khu định cư của người Na Uy ngoài Châu Âu. |
| Aasivissuit-Nipisat, Vùng đất săn bắn của người Inuit giữa băng và biển | | Nipisat, Greenland, Đan Mạch · 67°3′50″B 51°25′59″T / 67,06389°B 51,43306°T                    | Văn hóa: (v)                   | 417.800 (1.032.000)                  | 2018          | Nằm bên trong Vòng Bắc cực ở phần trung tâm của Tây Greenland, khu vực này chứa đựng phần còn lại của lịch sử nhân loại 4.200 năm. Đó là một cảnh quan văn hóa chứng kiến cho hoạt động săn bắn động vật cả trên bờ và dưới biển với sự sáng tạo của con người, họ di cư theo mùa và di sản văn hóa vật thể và phi vật thể giàu có và được bảo tồn tốt liên quan đến khí hậu, định hướng và y học. Các tính năng của địa điểm bao gồm các ngôi nhà trú đông lớn và bằng chứng về săn lùng tuần lộc, cũng như các địa điểm khảo cổ từ các nền văn hóa tiền Inuit và Inuit. Phong cảnh văn hóa bao gồm bảy địa điểm quan trọng, từ Nipisat ở phía tây đến Aasivissuit, gần chỏm băng ở phía đông. Nó làm chứng cho khả năng phục hồi của nền văn hóa nhân loại tại đây và truyền thống di cư theo mùa của họ.                                                               |

## Di sản dự kiến

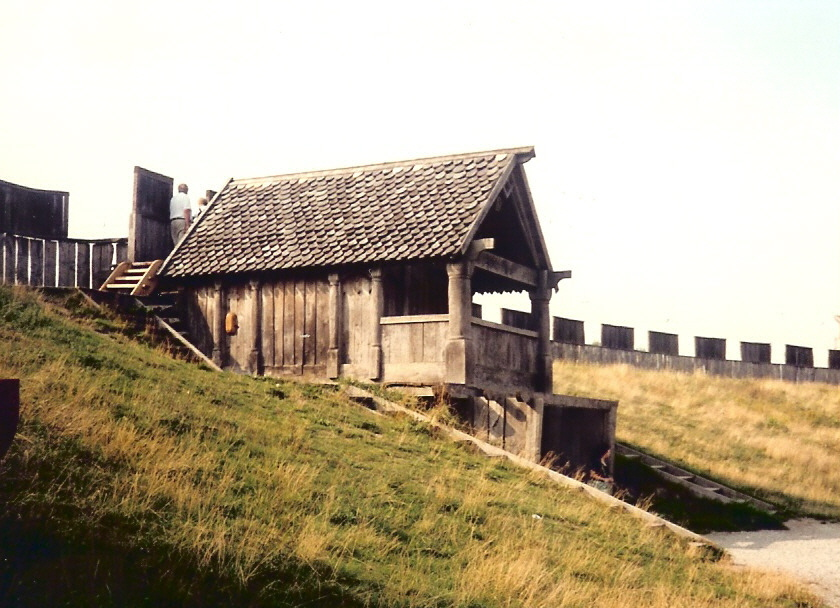
Trelleborgen, một kiến trúc Đồn lũy dạng vòng Viking tại Trelleborg.

Ngoài các di sản thế giới đã được công nhận, các quốc gia còn có thể duy trì các di sản dự kiến để xét công nhận trong tương lai. Để trở thành một di sản thế giới, địa điểm đó phải là di sản dự kiến trước đó. Tính đến hết ngày 30 tháng 1 năm 2018, Đan Mạch có 5 di sản dự kiến:
- Amalienborg và huyện của nó (1993)
- Phong cảnh Moler của Limfjorden (2010)
- Các địa điểm và tượng đài Viking (bao gồm Gò Jelling, các bia đá Runic, hàng rào Palisade và nhà thờ) (2011)
- Các địa điểm và tượng đài Viking (Pháo đài Trelleborg) (2011)
- Các đồn lũy dạng vòng thời kỳ Viking (bao gồm Fyrkat, Aggersborg, Nonnebakken, Trelleborg, Borgring) (2018)